# M’mah Soumah
M’mah Soumah (* 10. Mai 1985 in Guinea) ist eine guineische Judoka. Sie war 2004 Teilnehmerin der Olympischen Spiele.

## Leben
M’mah Soumah ist eine guineische Judoka, die in der Kategorie Halbleichtgewicht der Frauen antrat. 2004 gewann sie bei den Afrikanischen Judo-Meisterschaften in Tunis (Tunesien) eine Bronzemedaille in der 52-kg-Klasse.
Soumah qualifizierte sich bei den Olympischen Sommerspielen 2004 in Athen als Einzelkämpferin und Judoka für den guineischen Kader in der Halbleichtgewichtsklasse der Frauen (52 kg), indem sie einer dreigliedrigen Einladung des Internationalen Judo-Verbandes folgte. Sie verlor ihren Eröffnungskampf gegen die Portugiesin Telma Monteiro, die einen Ippon-Sieg erzielte und sie auf dem Tatami mit einem Seoi-nage (Schulterwurf) in achtzehn Sekunden schnell unterwarf.